# Oncideres bucki
Oncideres bucki är en skalbaggsart som beskrevs av Julius Melzer 1934. Oncideres bucki ingår i släktet Oncideres och familjen långhorningar. Inga underarter finns listade i Catalogue of Life.